# Betliar
Betliar (Hongaars: Betlér) is een Slowaakse gemeente in de regio Košice (district Rožňava). De gemeente staat bekend om een antiek adellijk landhuis: het zogenaamde "Kasteel van Betliar".

## Ligging

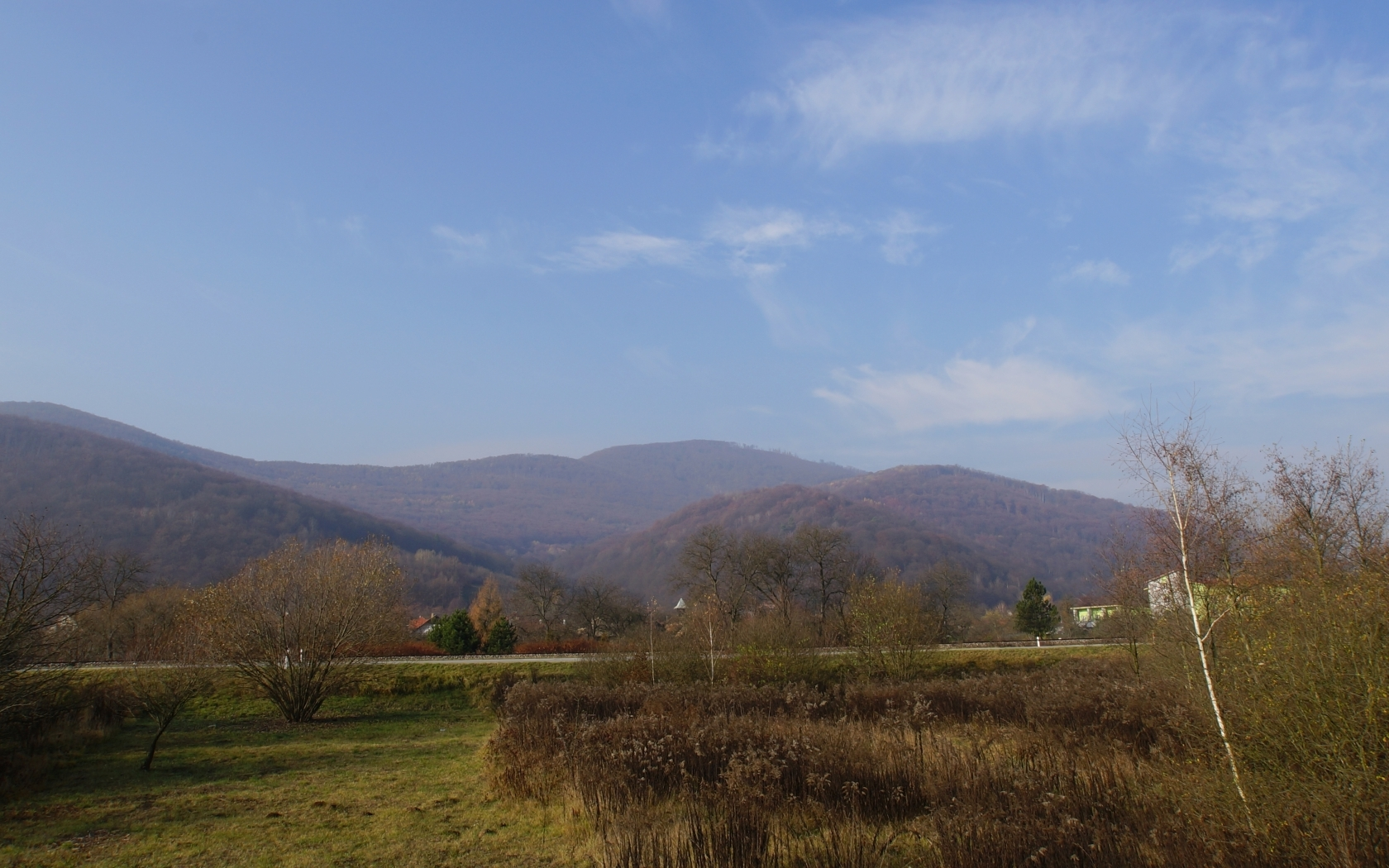
Vallei in de omgeving van Betliar.

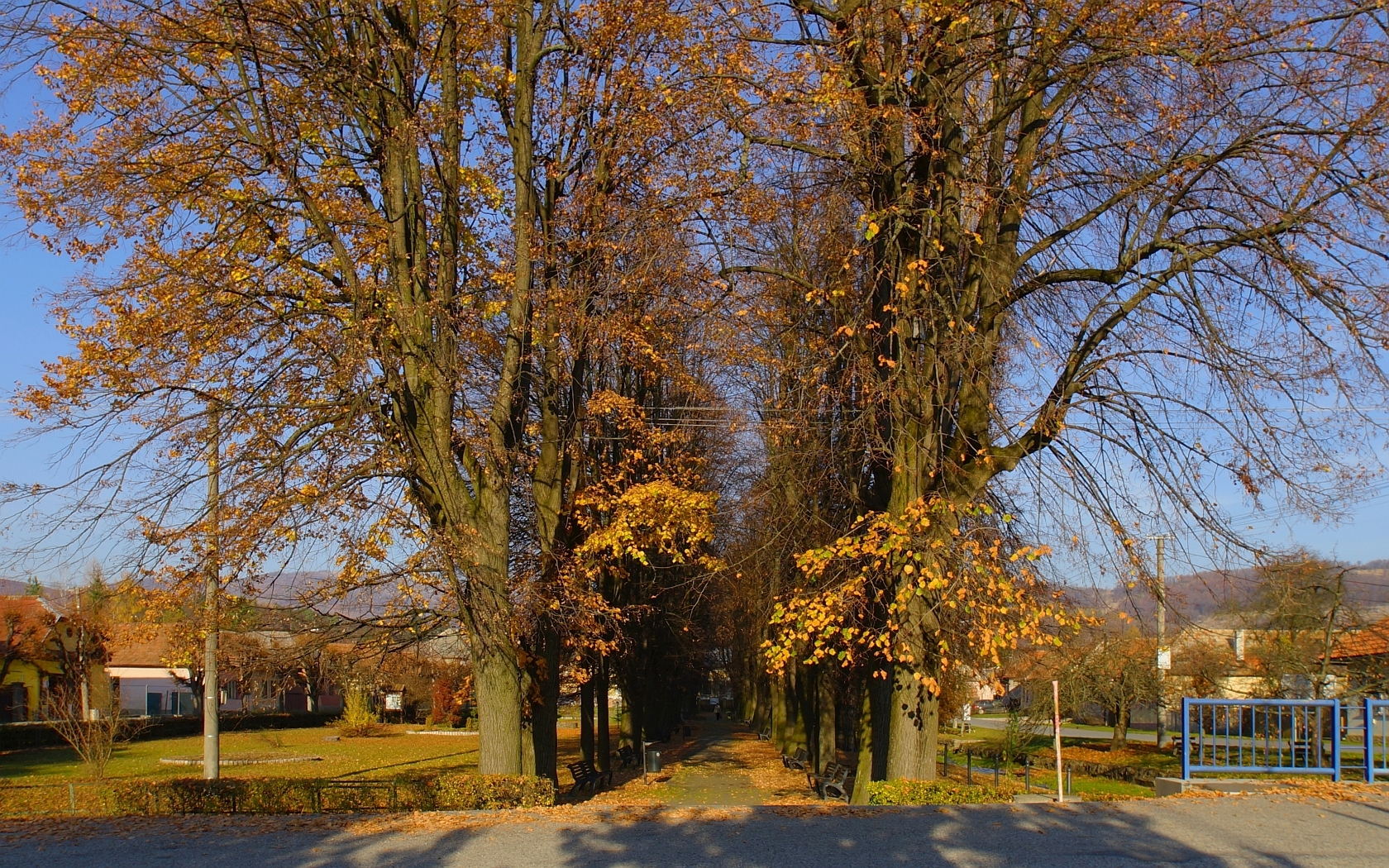
Kastielna - Een voetgangerspad dat leidt naar het landhuis van Betliar.

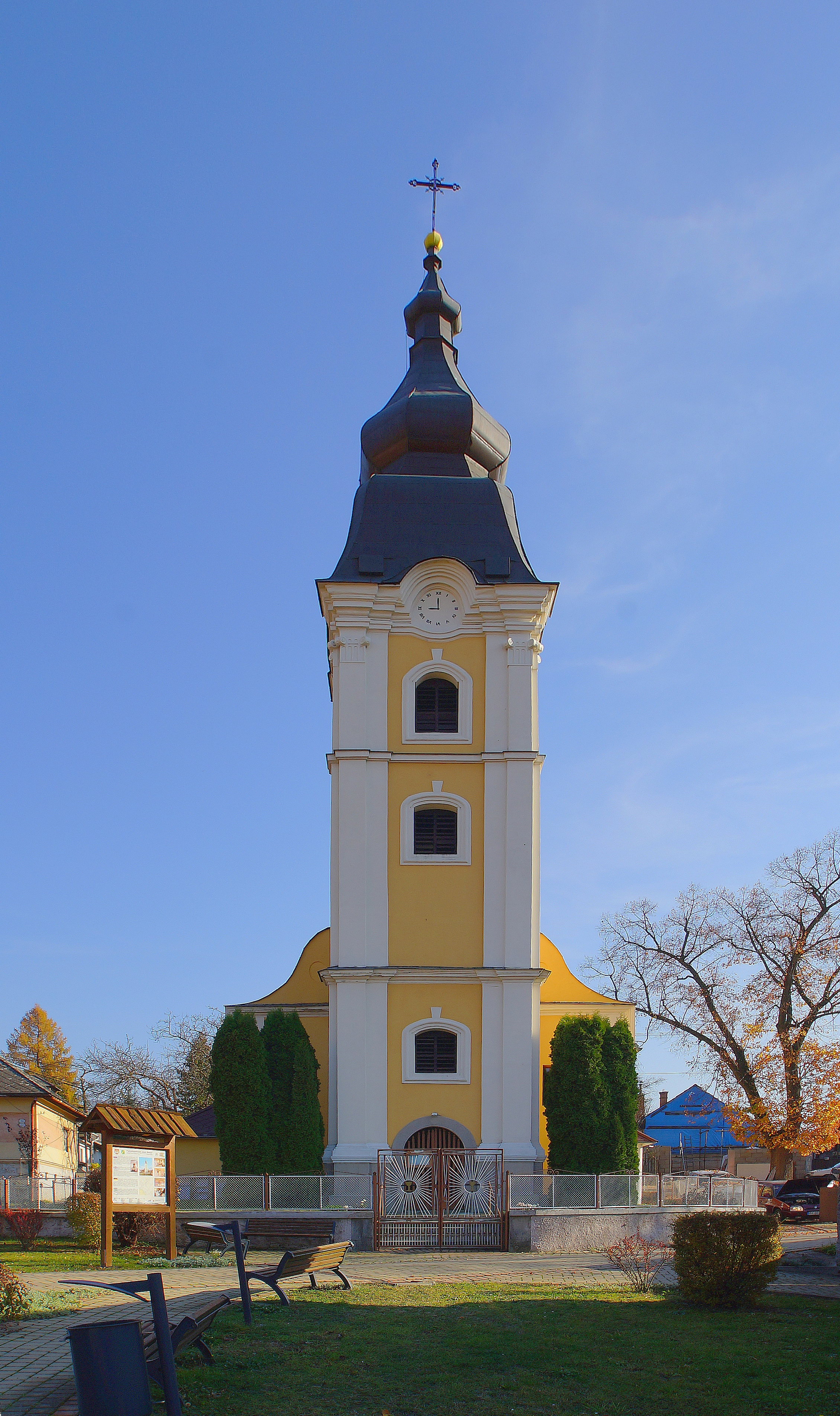
Evangelische kerk in Betliar (gebouwd 1786-1834)

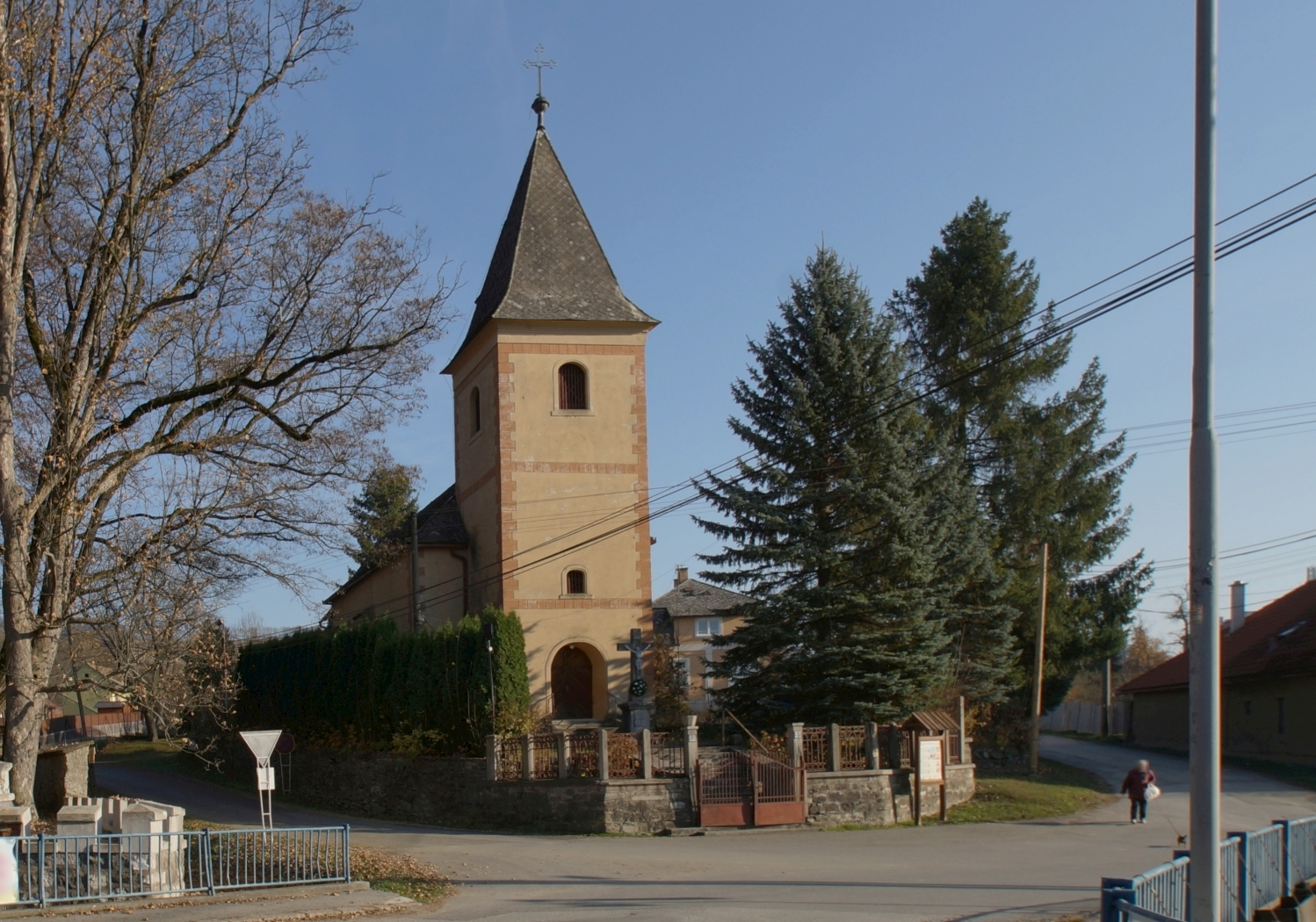
Rooms-Katholieke Sint-Elisabethkerk in Betliar (14e eeuw).

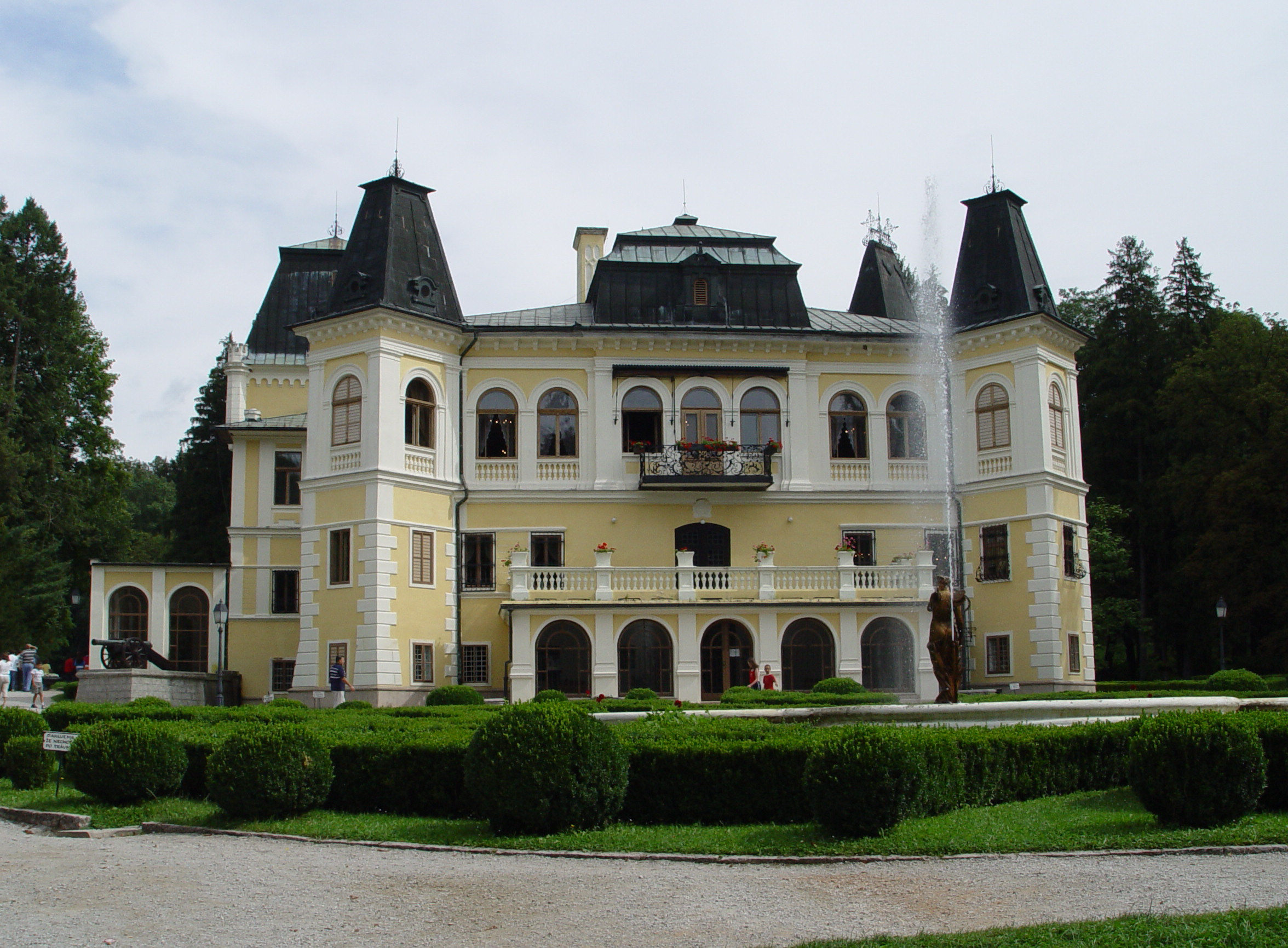
Kasteel van Betliar. Het landhuis van de familie Andrássy.

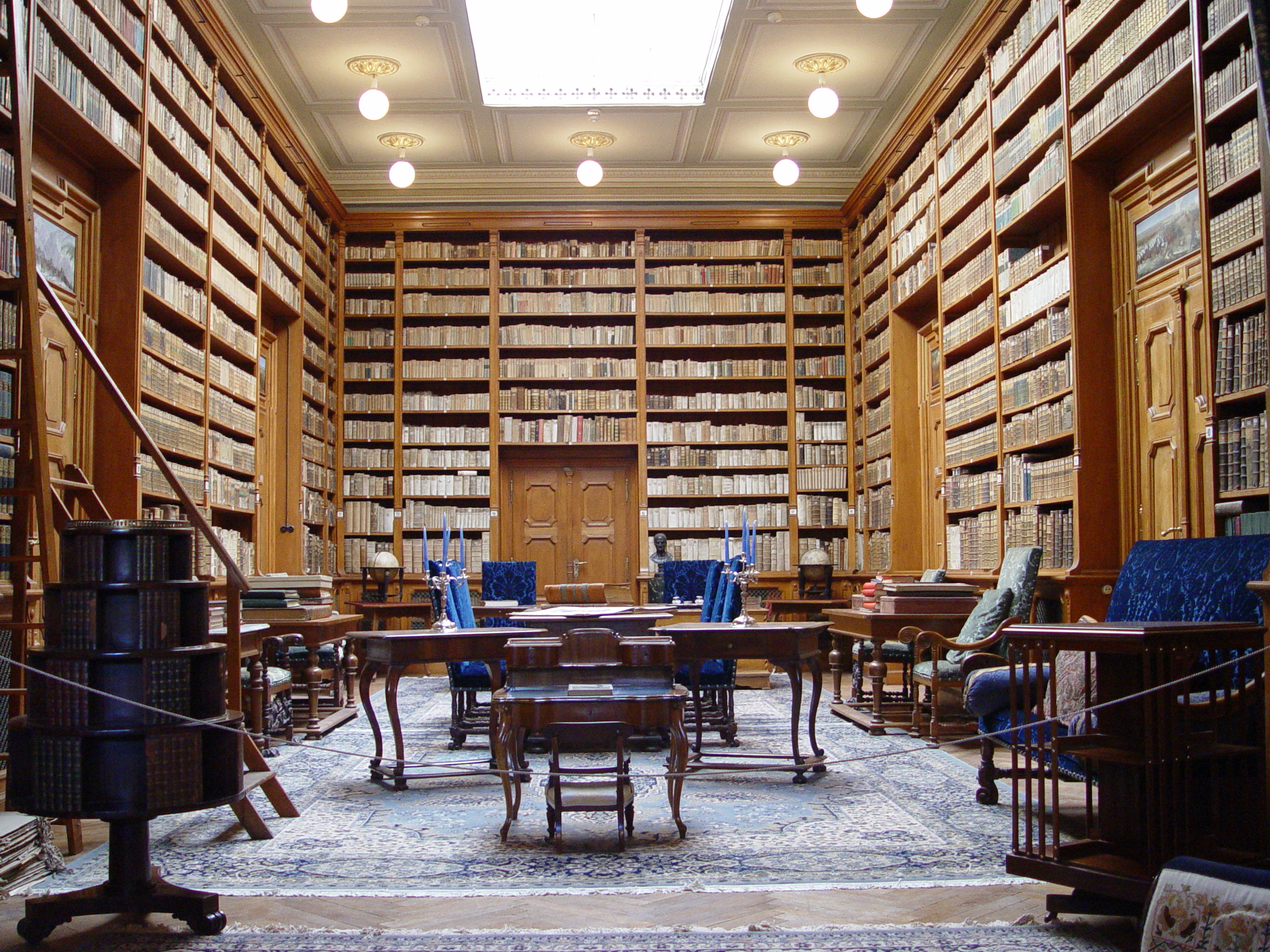
Bibliotheek van het landhuis, opgebouwd door Leopold Andrássy in de 18e eeuw.

Betliar is gelegen in een vallei in het zuidoosten van Slowakije, aan de oever van de rivier Sajó. Het dorp ligt ongeveer 5 km ten noordwesten van de stad Rožňava, op een hoogte van 311 meter boven de zeespiegel en telt 929 inwoners.

## Geschiedenis
De eerste schriftelijke vermelding van het dorp dateert uit het jaar 1330, toen het werd beschreven onder de naam Bethler (deze term is van Duitse oorsprong en betekent: "kar die wordt gebruikt in de kopermijnen"). Het dorp was toen een aanhorigheid van het kasteel Krásna Hôrka.
Op het einde van de 13e eeuw werd er in de naburige mijnen goud, ijzer en koper gewonnen, en de inwoners van het dorp leefden van handwerk, mijnbouw, bos- en landbouw.
In de 15e eeuw immigreerden er Walachen (ook Vlachen genoemd) en vestigden herders zich in de omgeving.
Tijdens de bezetting van het dorp door het Turkse leger in 1557 (Ottomaanse Rijk) waren de bewoners van Betliar aan de Turken schatplichtig.
De meest bekende plek in het dorp is het zogenaamde "Kasteel van Betliar" dat eigenlijk geen kasteel is in de ware zin van het woord, maar veeleer een landhuis. Het werd gebouwd aan de plaats waar eertijds, in de 15e eeuw, een kleiner kasteel stond, dat toen -samen met het dorp- toebehoorde aan de familie Bebek (geslacht Ákos) uit Štítnik.
De constructie van het huidige landhuis begon omstreeks 1700, onder de leiding van Štefan Andrássy.
In de jaren 1792-1795 werd Andrássy's landhuis vergroot. Het meest dominante deel van het interieur is de bibliotheek die in de 18e eeuw werd toegevoegd door Leopold Andrássy.
In het dorp was er vanaf de 18e eeuw ten behoeve van de metaalverwerkende nijverheid een hoogoven en een walserij.
Anno 1824 verkocht Imre Andrássy het landhuis en ook het domein aan Tamás Nádasdy. Later werden dat eigendommen van de families Pálffy en Grovestins, maar graaf Manó Andrássy kocht alles terug, verbouwde en vergrootte het. Zodoende kreeg het bouwwerk in de jaren 1880-1886 zijn huidige historische vorm, enkele kleine veranderingen en renovaties buiten beschouwing gelaten.
Dit landhuis is het enige in Slowakije dat zijn inboedel volledig heeft kunnen bewaren. De natuurlijke omgeving van de nabije heuvels en bergen, in combinatie met de bezienswaardige residentie, hebben mettertijd van Betliar een toeristische attractie gemaakt. Het interieur van het gebouw, maar vooral de zaal, is een echt museum op zich en een rijke opslagplaats van kunstschatten, antieke objecten, schilderijen, goudsmeedwerk, jachttrofeeën, enzovoort. In 1985 werd het landhuis geklasseerd als "nationaal cultureel monument" en thans doet het gebouw dienst als tentoonstellingsruimte voor het Slowaaks Nationaal Museum.

## Bevolking

### Demografie
In 1828 waren er 1.217 inwoners in 154 huizen. Volgens de beschrijving van Fényes Elek was in het midden van de 19e eeuw 62% van de bevolking lid van de Evangelische kerk. De overige 38% was Rooms-Katholiek.
- 1880: 1006 inwoners, waarvan 103 hongaarstaligen en 763 slowaakstaligen.
- 1890: 934 inwoners, waarvan 277 Hongaars spraken en 618 Slowaaks.
- 1900: 223 van de 1119 inwoners spraken Hongaars en 845 Slowaaks.
- 1910: 1121 inwoners, 332 spraken Hongaars en 746 Slowaaks.
- 1921: 1.170 inwoners, 241 Hongaren en 863 Tsjechoslowaken.
- 1930: 1.333 inwoners, 160 Hongaren en 1.043 Tsjechoslowaken.
- 1991: 995 inwoners, 20 Hongaren en 959 Slowaken.
- 2001: 17 van de 1012 inwoners waren Hongaar en 961 Slowaak.
- 2011: 13 van de 931 inwoners waren Hongaar en 816 Slowaak.

### Bekende inwoners
- János Fabricius (°1672 - † 1734): was een vooraanstaande Slowaakse intellectueel en schrijver. Hij werd geboren in Betliar en studeerde in Štítnik, Rožňava en Pressburg. Daarna studeerde hij theologie, filosofie, geschiedenis en talen in Wittenberg.
- Emanuel (Manó) Andrássy (°3.3.1821 - † 23.4.1891): ondernemer, burgemeester van Gömör, lid van het Hongaarse parlement, graaf.
- Lipót Andrássy, stierf hier in 1824.
- Aladár Wahlner (°1861 - † 1930), mijningenieur, advocaat.
- Július Koššuth (°1882 - † 1953): voorzanger.
- Juraj Kazamek (°1882 - † 1956): violist, kapelmeester, muziekcomponist.
- Jozef Pavlík (°1899 - † 1945), leraar, notaris van Betliar, deelnemer aan het antifascistische verzet. In 1944 werd hij door de Gestapo gearresteerd en naar een concentratiekamp gebracht.
- Ján Miklóšik (°1902 - † 1994), kroniekschrijver. Hij verzamelde en publiceerde teksten over de Gemer-overvaller Miš Vdovčík.
- Jozef Špilda (°1907 - † 1991), archivaris.
- László Arany Adalbert: een Slowaakse taalkundige en museumdirecteur uit Rožňava, werd hier in 1909 geboren.

### Werkten in Betliar
- Gejza Andrássy (°1856 - † 1938), graaf, belangrijk zakenman, politicus, lid van het Hongaarse parlement, lid van de Hongaarse Academie van Wetenschappen.
- Pavel Kurek (°1885 - † 1947), evangelische predikant, cultureel en educatief werker. Hij was de eerste kroniekschrijver van het dorp.
- Emanuel Andrássy Junior (II), (°1892 - † 1953), graaf, laatste eigenaar van de landhuis van Betliar.
- Alžbeta Guntherová (°1905 - † 1973), kunsthistoricus. Ze was verantwoordelijk voor de reorganisatie van het beheer van het landhuis in Betliar en het kasteel Krásna Hôrka.

## Bezienswaardigheden
- Het kasteel van Betliar. De eerste delen werden gebouwd in de 15e eeuw. De Hongaarse edelman István Andrássy begon omstreeks 1700 met de omvorming van dit gebouw tot een luxueuze villa. De expositie van de inboedel verschaft een inzicht in de collectie kunstwerken, historisch meubilair, unieke boeken, wapens, kostbaar keramiek, glas en porselein. Er zijn ook jachttrofeeën uit binnen- en buitenland en verscheidene merkwaardige voorwerpen zoals eskimokleding, bewapening van samoerai en een Egyptische mummie die van een verre reis was meegebracht. Rondom de villa ligt een uniek Engels park, dat in 1978 op de mondiale lijst van de belangrijke historische tuinen werd ingeschreven. In dit park komen een aantal buitenlandse planten, inheemse eiken en sparren voor, evenals een waterval en een waterput.
- De in 1973 gerestaureerde Rooms-Katholieke Sint-Elisabethkerk is het oudste monument in Betliar. Ze stamt uit de eerste helft van de 14e eeuw en werd in de 17e en 19e eeuw verbouwd. De kerk werd aanvankelijk in de gotische stijl opgetrokken. De oorspronkelijke 14e-eeuwse toren werd vervangen door de huidige die dateert uit de 17e eeuw. Uit de barokperiode is er een houten 18e-eeuwse preekstoel met sculpturen die de evangelisten voorstellen. Er is ook een houten sculptuur van Maria Regina uit dezelfde periode. Boven het grote 19e-eeuwse altaar hangt een schilderij van Sint-Elisabeth.
- De bouw van de Evangelische kerk ving aan in 1786 en werd in 1794 met een kleine toren voltooid. De huidige classicistische toren is later, tussen 1826 en 1834, toegevoegd. Het gebouw had in 1856 te kampen met brand maar werd daarna spoedig weer opgebouwd. De kerk is uitgerust met drie merkwaardige elementen:
  - een orgel,
  - een schilderij gemaakt door Jozef Czauczik met een voorstelling van Christus en de Samaritaanse vrouw,
  - een bakstenen zuilaltaar met een afbeelding van Christus en de barmhartige Samaritaan uit 1838.

## Vervoer

### Treinen
Voor verplaatsingen per trein is Betliar aangewezen op het station van Rožňava (Slowaakse Spoorwegen), genaamd Zelezničná stanica Rožňava. Adres: «Zelezničná 3011 Brzotín Kosicky 049 51 Rožňava». Er rijden treinen in de richting Košice, Plešivec en Bratislava met aansluitingen naar verscheidene steden en gemeenten.

### Autobus
Er is een verbinding per autobus tussen de dorpskern van Betliar en het centrum van Rožňava. Daar zijn, in het autobusstation, aansluitingen naar andere bestemmingen.